# 球体 (MUCCのアルバム)
『球体』（きゅうたい）は、2009年3月に発売されたMUCCの9枚目のアルバム。

## 概要
2008年に行われたアメリカ単独公演のライヴ映像を収めたDVD付き初回盤A、ドキュメント映像を収めたDVD付き初回盤B、SHM-CD仕様の通常盤の3タイプで発売された。全タイプ購入者を対象に2009年3月15日に行われた武道館公演のイベントにて景品が当たる抽選会が行われた。
アメリカツアー『Taste Of Chaos』に参加している過程の中でインスパイアされた経験から生まれたアルバム。
アルバム名の「球体」は、ミヤ曰く「とにかく丸いものがよかった。丸いものならどこへでも転がっていけるし、色んな経験から色んな可能性を見つけられるムックを表している」とのこと。

## 収録曲

### CD
1. 球体
（作曲：ミヤ）
インスト。
2. 咆哮
（作詞：ミヤ / 作曲：ミヤ）
メタルコアを意識して作られた曲。サビのコーラスには、メンバーの他デンジャー・クルー所属のバンドや、後輩のバンドメンバーが参加している。
3. アゲハ
（作詞：ミヤ・逹瑯 / 作曲：ミヤ・逹瑯）
16thシングル。
4. ハイドアンドシーク
（作詞：逹瑯 / 作曲：ミヤ）
5. 陽炎
（作詞：逹瑯 / 作曲：SATOち）
シンプルな歌謡曲のメロディーに乗せ、歌詞だけで世界観を作り上げようというコンセプトの下で作られた曲。原曲はアルバム製作の2年前に作られている。
6. レミング
（作詞：ミヤ / 作曲：SATOち）
7. オズ
（作詞：ミヤ / 作曲：ミヤ）
ダンスビートを盛り込んだナンバー。70年代のロックを意識したサウンドになっている。途中で聞こえる女声コーラスはスタッフによるもの。
8. 浮游
（作詞：逹瑯 / 作曲：YUKKE）
7thアルバム『極彩』の頃から存在していた曲。「アゲハ」、「空と糸」と並び、Kenが製作にかかわった作品。
9. 讃美歌
（作詞：ミヤ / 作曲：ミヤ）
7分以上に及ぶ大作。女声コーラスで参加しているのはミヤの母親。
ミヤの亡くなった祖母に宛てた曲。曲中に「アヴェ・マリア」のメロディーが出てくるのは、祖母が好きだったからとのこと。
10. 空と糸
（作詞：逹瑯 / 作曲：ミヤ）
17thシングル
11. hanabi
（作詞：逹瑯 / 作曲：ミヤ）
逹瑯のアカペラで始まるが、これは部屋で録音した逹瑯の歌声をもう一度録音しなおしている。

### DVD (初回限定盤A)
2008年12月7日Irving Plaza / New Yorkライヴ映像

### DVD (初回限定盤B)
2008年ドキュメンタリー映像